# MC Breed
Eric Breed (Flint, 12 de julho de 1971 - 22 de novembro de 2008), mais conhecido pelo seu nome artístico MC Breed foi um rapper estadunidense, notável pelos singles "Ain't No Future in Yo Frontin", que esteve na #66 posição da Billboard Hot 100, e "Gotta Get Mine", com a participação de Tupac Shakur, que foi para o #6 lugar do Hot Rap Singles.
Faleceu enquanto dormia na casa de um amigo em 22 de novembro de 2008. Breed sofria de problemas nos rins.

## Discografia

### Álbuns de estúdio
| Ano                                                                 | Álbum                | Posição nas paradas | Posição nas paradas | Posição nas paradas |
| Ano                                                                 | Álbum                | U.S.                | U.S. Hip-Hop        |                     |
| ------------------------------------------------------------------- | -------------------- | ------------------- | ------------------- | ------------------- |
| 1991                                                                | MC Breed & DFC       | 142                 | 38                  |                     |
| 1992                                                                | 20 Below             | 155                 | 40                  |                     |
| 1993                                                                | The New Breed        | 156                 | 17                  |                     |
| 1994                                                                | Funkafied            | 106                 | 9                   |                     |
| 1995                                                                | Big Baller           | 143                 | 17                  |                     |
| 1996                                                                | To Da Beat Ch'all    | -                   | 34                  |                     |
| 1997                                                                | Saucy                | -                   | -                   |                     |
| 1997                                                                | Flatline             | -                   | 48                  |                     |
| 1999                                                                | It's All Good        | 180                 | 41                  |                     |
| 2000                                                                | The Thugz, Vol. 1    | -                   | 64                  |                     |
| 2000                                                                | Rare Breed           | -                   | -                   |                     |
| 2001                                                                | The Fharmacist       | -                   | -                   |                     |
| 2004                                                                | The New Prescription | -                   | -                   |                     |
| "—" denota um álbum que não apareceu nas paradas ou não foi lançado |                      |                     |                     |                     |

### Compilações
| Ano  | Álbum               |
| ---- | ------------------- |
| 1995 | The Best of Breed   |
| 1999 | 2 for the Show      |
| 2002 | Chopped and Screwed |
| 2004 | The Mix Tape        |
| 2007 | The Hits            |